# James Harvey Davis

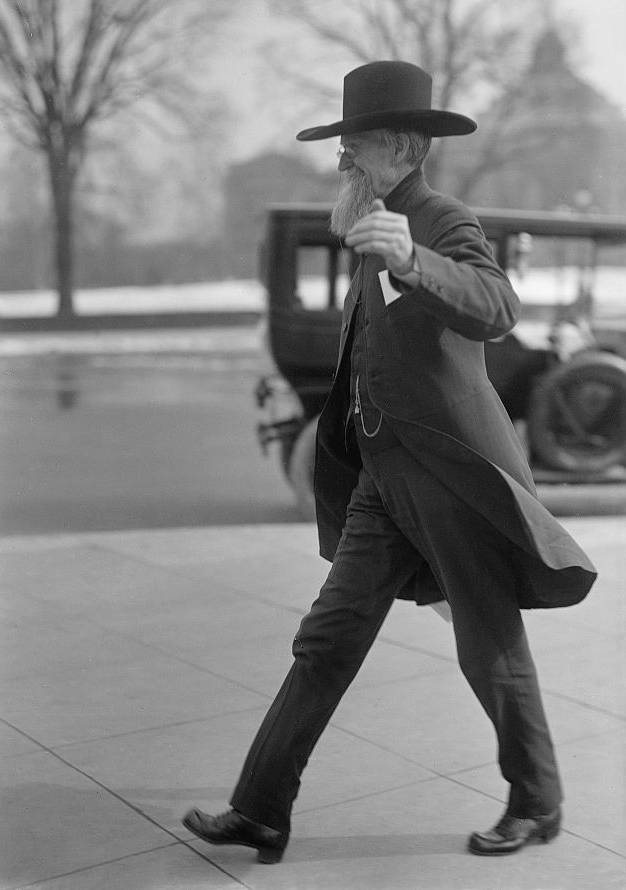
James Harvey Davis

James Harvey Davis (* 24. Dezember 1853 bei Walhalla, Pickens County, South Carolina; † 31. Januar 1940 in Kaufman, Texas) war ein US-amerikanischer Politiker. Zwischen 1915 und 1917 vertrat er den Bundesstaat Texas im US-Repräsentantenhaus.

## Werdegang
James Davis besuchte die öffentlichen Schulen im Wood County in Texas, wohin er mit seinen Eltern gezogen war. Zwischen 1875 und 1878 war er als Lehrer tätig. Im Jahr 1878 wurde er im Franklin County zum Richter gewählt, obwohl er zu diesem Zeitpunkt noch kein Jurastudium absolviert hatte. Nachdem er dieses abgeschlossen hatte und 1882 als Rechtsanwalt zugelassen worden war, begann er in Mount Vernon in diesem Beruf zu arbeiten. Damals schloss sich Davis der Farmers′ Alliance an, für die er Werbevorträge hielt. Später war er Mitbegründer und von 1892 bis 1900 Vorstandsmitglied der Populist Party in Texas. Im Jahr 1894 kandidierte er noch erfolglos für den Kongress. Außerdem wurde Davis im Zeitungsgeschäft tätig. Zwischen 1886 und 1888 war er Präsident der Texas Press Association. 1914 lehnte er eine Berufung als Landwirtschaftsbeauftragter für die Philippinen ab.
In den 1890er Jahren schloss sich Davis der Demokratischen Partei an. Bei den Kongresswahlen des Jahres 1914 wurde er im 17. Wahlbezirk von Texas in das US-Repräsentantenhaus in Washington, D.C. gewählt, wo er am 4. März 1915 die Nachfolge von Daniel E. Garrett antrat. Da er im Jahr 1916 in den Vorwahlen seiner Partei gegen Garrett verlor, konnte er bis zum 3. März 1917 nur eine Legislaturperiode im Kongress absolvieren.
Nach dem Ende seiner Zeit im US-Repräsentantenhaus zog James Davis nach Sulphur Springs, wo er in der Landwirtschaft arbeitete. Seit 1935 lebte er in Kaufman. Er starb dort am 31. Januar 1940 und wurde in Sulphur Springs beigesetzt. Davis war in seinen späteren Jahren Mitglied des Ku-Klux-Klan.